# Șașka

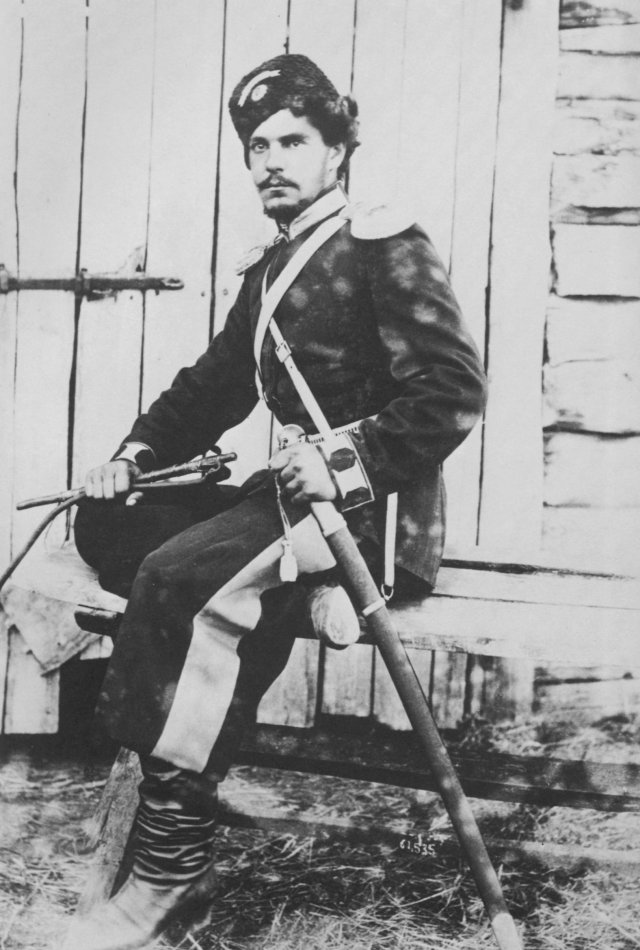
Cazac din Orenburg înarmat cu o șașcă.

Șașca (în rusă: шашка) este un tip special de spadă, cu o lamă cu un singur tăiș, cu mâner pentru o mână, fără gardă. Se poate considera că șașca este o armă intermediară între o spadă și o sabie lungă. Șașca are o lamă ușor curbată și poate fi folosită atât la tăiat și la împuns. Lama poate să aibă sau nu șanț longitudinal pentru creșterea rezistenței. Arma nu dispune de gardă ci doar de un mâner mare, curbat. Mânerul este de obicei bogat decorat. Arma era purtată într-o teacă din lemn, care acoperea o parte a mânerului. Caracteristic pentru șașcă, este faptul că era purtată cu lama spre spate, spre deosebire de sabie. 